# داميان سيلفارا
داميان سيلفارا (بالإنجليزية: Damian Silvera)‏ هو لاعب كرة قدم أمريكي في مركز الوسط، ولد في 27 يوليو 1974 في فلاشينغ ‏ في الولايات المتحدة، وتوفي في 14 يونيو 2010 في هيوستن في الولايات المتحدة. لعب مع سبورتينغ كانساس سيتي ونيويورك ريد بولز.

## وصلات خارجية
- داميان سيلفارا على موقع الدوري الأمريكي (الإنجليزية)
- داميان سيلفارا على موقع قاعدة بيانات كرة القدم.إي يو (الإنجليزية)
- داميان سيلفارا على موقع أوليمبيديا (الإنجليزية)